# Kanton Lourdes-2
 Lourdes-2  is een kanton van het Franse departement Hautes-Pyrénées. Het kanton maakt deel uit van het arrondissement Argelès-Gazost.

In 2019 telde het 10.482 inwoners.

Het kanton werd gevormd ingevolge het decreet van 25 februari 2014 met uitwerking op 22 maart 2015, met Lourdes als hoofdplaats.

## Gemeenten
Het kanton omvat volgende gemeenten: 
- Adé
- Les Angles
- Arrayou-Lahitte
- Arcizac-ez-Angles
- Arrodets-ez-Angles
- Artigues
- Berbérust-Lias
- Bourréac
- Cheust
- Escoubès-Pouts
- Gazost
- Ger
- Germs-sur-l'Oussouet
- Geu
- Gez-ez-Angles
- Jarret
- Julos
- Juncalas
- Lézignan
- Lourdes (hoofdplaats) (oostelijk deel)
- Lugagnan
- Ossun-ez-Angles
- Ourdis-Cotdoussan
- Ourdon
- Ousté
- Paréac
- Saint-Créac
- Sère-Lanso